# Fernando García Sánchez
Fernando García Sánchez (Granada, 25 de septiembre de 1953) es un militar español con rango de almirante general. Fue jefe de Estado Mayor de la Defensa desde diciembre de 2011 hasta marzo de 2017.

## Trayectoria
Ingresó en 1971 en la Escuela Naval Militar y ascendió en 2011 al empleo de almirante general.
Ha sido comandante de la Unidad de Buceadores de Medidas contra Minas, del patrullero  Villamil, de la corbeta  Infanta Elena, y del petrolero  Marqués de la Ensenada y del Centro de Evaluación y Calificación para el Combate. Fue jefe de Órdenes del Grupo de Escoltas y 41.ª Escuadrilla de la Flota, del Estado Mayor del Grupo Alfa, del Departamento de Operaciones de la Escuela de Guerra Naval, de la Sección de Planes Estratégicos en la División de Planes del Estado Mayor de la Armada y del Estado Mayor de la Fuerza de Acción Marítima. 
Hasta diciembre de 2011 era el segundo jefe del Estado Mayor de la Armada.
A propuesta del presidente del Gobierno, Mariano Rajoy, fue nombrado jefede Estado Mayor de la Defensa, promoviéndolo al empleo de almirante general del Cuerpo General de la Armada, ocupando el cargo desde día 31 de diciembre de 2011 hasta ser relevado el 24 de marzo de 2017. por el general de Ejército Fernando Alejandre Martínez tras ser nombrado para el cargo. 
Asistió a la toma de posesión de su sucesor, celebrada el 28 de marzo de 2017 en la sede del Ministerio de Defensa. Tres días después fue nombrado miembro de la Asamblea de la Real y Militar Orden de San Hermenegildo.
En mayo de 2018, es nombrado presidente de la Fundación Iberdrola España.

## Condecoraciones
- Gran Cruz al Mérito Naval. distintivo blanco (2007)[7]
- Gran Cruz al Mérito Militar. distintivo blanco (2011)[8]
- Gran Cruz de la Real y Militar Orden de San Hermenegildo.
- Gran Cruz de la Orden del Mérito de la Guardia Civil. (2014)
- Cruz al Mérito Naval. distintivo blanco (3 veces)
- Placa de la Real y Militar Orden de San Hermenegildo.
- Encomienda de la Real y Militar Orden de San Hermenegildo.
- Cruz de la Real y Militar Orden de San Hermenegildo.
- Cruz de Plata de la Orden del Mérito de la Guardia Civil.[9]
- Cruz al Mérito Policial. distintivo blanco
- Medalla de Plata al Mérito Policial.
- Comandante y Caballero de la Legión de Honor de la República Francesa.[10]